# Tetroncium magellanicum
Tetroncium magellanicum är en sältingväxtart som beskrevs av Carl Ludwig von Willdenow. Tetroncium magellanicum ingår i släktet Tetroncium och familjen sältingväxter. Inga underarter finns listade.